# Colosso di Rodi

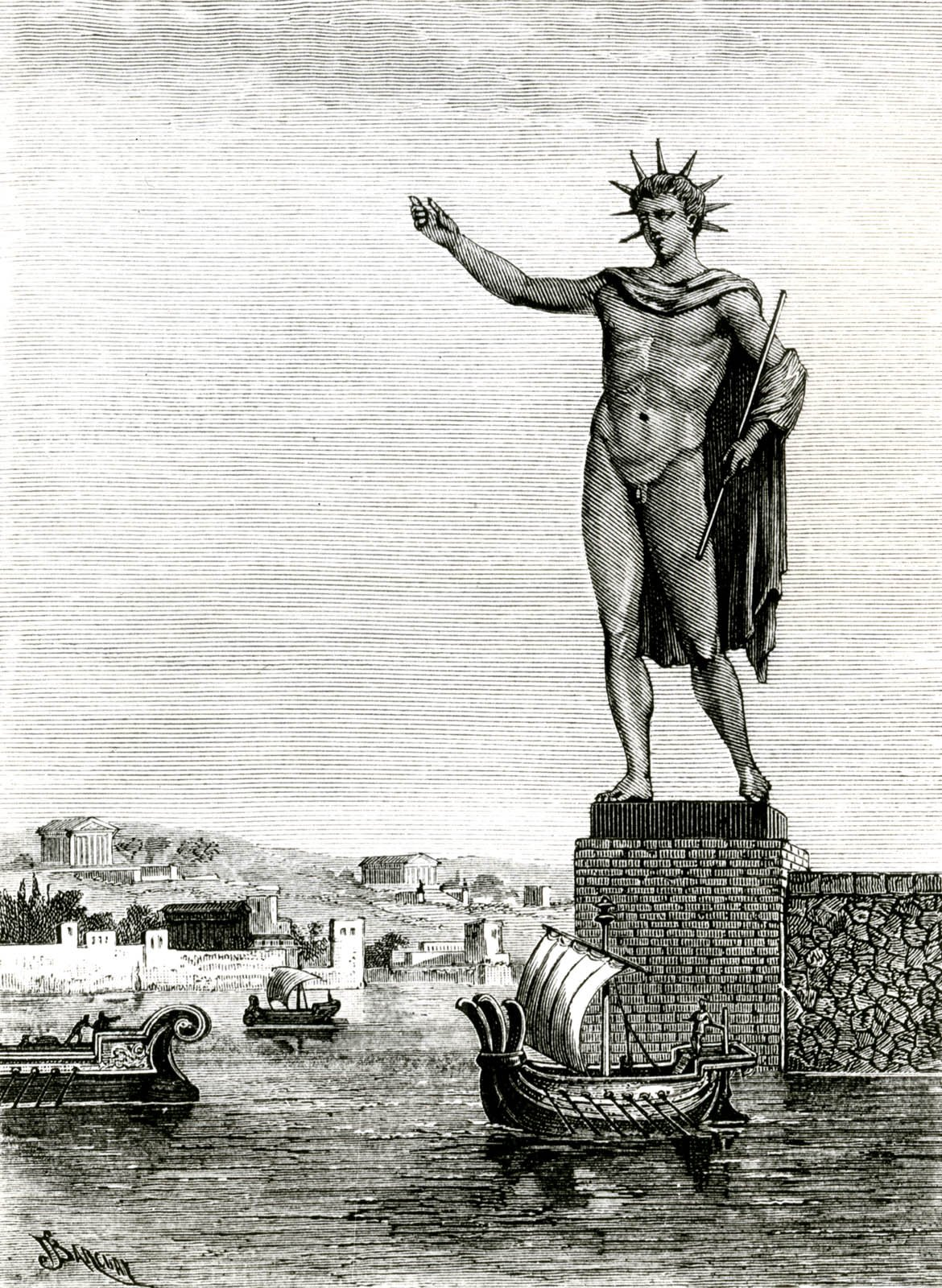
Una ricostruzione alternativa del monumento, in una incisione del 1880 di Sidney Barclay

Il Colosso di Rodi fu una delle sette meraviglie del mondo classico; era un'enorme statua di bronzo del dio Elio situata nel porto di Rodi nel III secolo a.C.
Secondo studi contemporanei il colosso non si sarebbe trovato all'accesso del porto, come porta di ingresso per le navi, ma era collocato su un pilastro all'interno di quella che è conosciuta come città vecchia o acropoli di Rodi (che divenne la città dei cavalieri di Malta), in posizione sopraelevata sulla collinetta subito antistante al porto, in modo che fungesse da faro.

## Storia
Nel 305 a.C., Demetrio I Poliorcete, figlio di un successore di Alessandro Magno, invase Rodi con un'armata di 40.000 uomini. La città di Rodi era ben difesa e Demetrio costruì delle enormi catapulte montate sulle navi, per distruggere le mura della città. Dopo che una tempesta gli distrusse le navi, fu costretto a costruire una torre d'assedio ancora più grande delle precedenti catapulte: i rodiesi allagarono il terreno prospiciente le mura, impedendo alla torre d'assedio di muoversi e rendendola inoffensiva. L'assedio terminò nel 304 a.C., quando il generale Politemo arrivò con una flotta in difesa della città e Demetrio dovette ripiegare abbandonando la maggior parte dell'equipaggiamento.
Per celebrare la loro vittoria, i rodiesi decisero di costruire una gigantesca statua in onore di Elio, il loro dio protettore. La costruzione fu affidata a Carete di Lindo che aveva già costruito statue di ragguardevoli dimensioni. Il suo maestro Lisippo aveva costruito una statua di Zeus nella antica agorà di Taranto famosa per la sua altezza pari a 40 cubiti, circa 18 metri.
La statua sarebbe stata alta circa 32 metri. Secondo l'opinione di alcuni storici, la struttura era costituita da colonne di pietra con delle putrelle di ferro inserite al suo interno, a cui venivano agganciate le piastre di bronzo del rivestimento esterno. Per costruirla fu usata come impalcatura la torre di assedio abbandonata sul posto da Demetrio.
La costruzione terminò nel 293 a.C., dopo 12 anni. La statua restò in piedi per 67 anni, finché Rodi fu colpita da un terremoto nel 226 a.C., che la fece crollare. La statua rimase in terra, spezzata in più pezzi e il re d’Egitto Tolomeo III si offrì di pagare la ricostruzione, ma i rodiesi rifiutarono, temendo l'ira del dio Elio a seguito della ricostruzione, la quale veniva interpretata come un'offesa nei riguardi del dio. 
Nella sua Naturalis historia, Plinio il Vecchio scrisse sulla statua: 
(Plinio il Vecchio, Naturalis historia, XXXIV, 41 sg.)
Tuttavia, nel 653 Rodi fu conquistata dagli arabi e questi ultimi portarono via la statua tagliandola in un numero imprecisato di blocchi e vendendola a un ebreo di Emesa, di cui si persero ben presto le tracce. Alcune interessanti memorie se ne leggono anche nel cap. 21 del De administrando imperio dell’imperatore bizantino Costantino VII Porfirogenito (905-959 d.C.), secondo il quale fu opera non di Carete bensì di Lachete di Lindio, come ben attestava l’epigramma inciso alla base della statua e che così leggevasi Lachete di Lindo faceva il colosso di ottanta cubiti in Rodi (τὸν ἐν Ῥόδῳ κολοσσόν ὀκτάκις δέκα Λάχης ἐποίει πηχέων ὁ Λίνδιος). Si diceva che l’ebreo di Emesa (Homs), il quale poi in Siria ne aveva comprato i frammenti dal condottiero di quegli arabi che si chiamava Mabia, frantumatili per comodità in pezzi molto più piccoli, aveva avuto bisogno di impiegare ben 980 cammelli per portarseli via.
Secondo alcune ricostruzioni tradizionali, il Colosso di Rodi doveva raffigurare il dio Elio con le gambe divaricate e i piedi poggiati alle estremità del porto di Mandraki (dove ora sono presenti le due colonne su cui poggiano dei daini in bronzo) ed essere alto al punto da permettere il transito delle navi all'interno del porto; infatti si dice che fungesse anche da faro. Questa immagine tradizionale rispecchia una teoria ormai superata, dato che per garantire il passaggio delle navi le dimensioni della statua (32 metri di altezza) sarebbero state chiaramente insufficienti. Le ipotesi più recenti, basate su alcune copie romane marmoree della statua di Elio, ritengono che il colosso di Rodi avesse una corona raggiata e un braccio sollevato, per cui nella postura sarebbe stato simile alla attuale Statua della Libertà.

## Ricostruzione della statua
Nel corso degli anni sono state avanzate numerose ipotesi di ricostruzione del Colosso, sebbene nessun progetto sia mai stato avviato.
Nel 2000, l'allora sindaco di Rodi, George Iannopoulos, annunciò un bando pubblico per una ricostruzione che avrebbe impiegate le stesse tecniche dell'originale, con un costo stimato in circa 10 miliardi di dracme (30 milioni di euro circa), e con la speranza di ultimarlo in tempo per l'inaugurazione delle Olimpiadi di Atene del 2004.
Un ulteriore progetto, il costo della cui realizzazione è stimato in 200 milioni di euro per una struttura alta tra i 60 e i 100 metri, è stato avanzato nel 2008, guidato da Dimitris Koutoulas in Grecia e portato avanti dall'artista tedesco Gert Hof, senza tuttavia che vi fosse un seguito concreto.

## Nuovi Colossi
Esistono attualmente nel mondo diverse statue gigantesche moderne, costruite in bronzo, rame ed altri metalli e denominate a volte "colossi" o statue colossali, come il San Carlone ad Arona, il Monumento di Arminio in Germania e la Statua della Libertà a New York. La statua più alta nel 2021 è la Statua dell'Unità indiana. In Asia ci sono diverse statue di Buddha giganti, tra le quali il grande Buddha di Ling Shan.

## Nella cultura di massa
- Un chiaro riferimento al Colosso di Rodi è presente nel mondo immaginario delle Cronache del ghiaccio e del fuoco di George R. R. Martin: il Titano di Braavos, un'imponente statua in pietra e bronzo che costituisce il varco d'ingresso alla laguna in cui è situata la città libera di Braavos.[5][6]
- Nel 1961 venne distribuìto il film dal titolo Il colosso di Rodi, scritto, co-sceneggiato e diretto da Sergio Leone.
- Nel videogioco God of War II, il Colosso di Rodi è il primo boss del gioco, che viene animato da Atena per fermare Kratos, il quale abusa dei suoi poteri divini per aiutare gli spartani a invadere Rodi in suo nome.
- Al colosso è ispirata la carta Colosso di Akros del gioco Magic: l'Adunanza, un golem posto a guardia della città di Akros su Theros, mondo ampiamente ispirato alla Grecia classica.
- Nel gioco da tavolo “7 Wonders: Duel” è presente, tra le carte “Meraviglia”, il Colosso, di evidente ispirazione dal Colosso di Rodi.